# Таскер, Рики
Ри́ки Та́скер (англ. Ricky Tasker; род. 15 октября 1976, Форфар, Тейсайд) — шотландский и австралийский кёрлингист.
Родился и вырос в Шотландии, там же начал заниматься кёрлингом, затем переехал в Австралию.
В составе мужской сборной Австралии участник нескольких Тихоокеанско-азиатских чемпионатов (в т.ч. чемпион 2005 года) и чемпионата мира 2006. Чемпион Шотландии среди юниоров (1997), в составе юниорской мужской сборной Шотландии участник чемпионата мира среди юниоров 1997.

## Достижения
- Тихоокеанско-азиатский чемпионат по кёрлингу: золото (2005), серебро (2003).
- Чемпионат Австралии по кёрлингу среди мужчин: золото (2005), серебро (2003).[2]
- Чемпионат Шотландии по кёрлингу среди юниоров: золото (1997).

## Команды
| Сезон     | Четвёртый    | Третий          | Второй       | Первый        | Запасной                        | Турниры                       |
| --------- | ------------ | --------------- | ------------ | ------------- | ------------------------------- | ----------------------------- |
| Шотландия |              |                 |              |               |                                 |                               |
| 1996—97   | Рики Таскер  | Gary Wood       | Jamie Kirk   | Sandy Reid    | Эван Макдональд (ЧМЮ)           | ЧШЮ 1997 · ЧМЮ 1997 (7 место) |
| Австралия |              |                 |              |               |                                 |                               |
| 2002—03   | Рики Таскер  | Derril Palidwar | Rob Gagnon   | Стивен Хьюитт |                                 | ЧАМ 2003                      |
| 2003—04   | Иэн Палангио | Хью Милликин    | Джон Терио   | Стивен Джонс  | Рики Таскер                     | ТАЧ 2003                      |
| 2004—05   | Иэн Палангио | Хью Милликин    | Рики Таскер  | Майк Волощук  |                                 | ЧАМ 2005                      |
| 2005—06   | Иэн Палангио | Хью Милликин    | Рики Таскер  | Майк Волощук  |                                 | ТАЧ 2005                      |
| 2005—06   | Хью Милликин | Рики Таскер     | Майк Волощук | Стивен Джонс  | Иэн Палангио тренер: Эрл Моррис | ЧМ 2006 (9 место)             |

(скипы выделены полужирным шрифтом)